# Kult (film 1973)
Kult (tytuł oryg. The Wicker Man) – brytyjski filmowy horror z roku 1973. Adaptacja powieści Anthony’ego Shaffera.
Remake filmu powstał w 2006 roku.

## Fabuła
Policjant dostaje się na odizolowaną od reszty wyspę. Zajmuje się tam zaginięciem pewnej dziewczynki. Wkrótce dowiaduje się, że mieszkańcy kultywują pogańskie wierzenia. 

## Obsada
- Edward Woodward jako sierżant Howie
- Christopher Lee jako Lord Summerisle
- Diane Cilento jako panna Rose
- Britt Ekland jako Willow
- Ingrid Pitt jako bibliotekarka
- Lindsay Kemp jako Alder MacGregor
- Russell Waters jako Harbour Master
- Aubrey Morris jako stary ogrodnik/Gravedigger
- Irene Sunters jako May Morrison